# 松本市立明善中学校
松本市立明善中学校（まつもとしりつ めいぜんちゅうがっこう）は、長野県松本市寿豊丘にある公立の中学校。

## 沿革
- 1979年（昭和54年）4月1日 - 当時松本市内12番目の中学校として、筑摩野中学校から分離・開校した[1]。

## 生徒数・職員数
- 2015年3月 生徒＝262人、職員＝28人[1]

### 学級数
- 2018年度＝1学年2クラス、2学年3クラス、3学年3クラス、特別支援学級2クラス[1]

## 主な行事
- 4月　修学旅行（3年生）
- 5月　高遠キャンプ（1年生）
- 6月　チャレめん（1回目）
- 7月　北信校外学習（2年生）
- 9月　チャレめん（2回目）
- 9月　緑明祭
- 10月　球技CM
- 3月　バスケットボールCM（1・2年生）[1]

## 部活動
| - 男女バスケットボール - 女子バレーボール - サッカー - 野球 | - 卓球 - 剣道 - 女子ソフトテニス - 吹奏楽 |

## 所在地
- 〒399-0021 長野県松本市寿豊丘812-1[1]

## 交通アクセス
- アルピコ交通バス内田線にて「明善学校」バス停下車、徒歩10分弱。
- アルピコ交通バス寿台線・松原線にて「寿台東口」バス停下車、徒歩15分弱。